# BUtterfield 8
BUtterfield 8 (bra: Disque Butterfield 8; prt: O Número do Amor) é um filme estadunidense de 1960, do gênero drama, dirigido por Daniel Mann. O roteiro foi escrito por John Michael Hayes e Charles Schnee, baseado em livro de John O'Hara. O filme foi produzido e distribuído pela Metro-Goldwyn-Mayer.
O título, Butterfield 8 (BU8 ou 288), provém da central telefônica que, na época, atendia o Upper East Side, em Manhattan.

## Sinopse
Gloria Wandrous é uma mulher atormentada, que tem vários casos amorosos, e que de repente se envolve, e acaba se apaixonando, por Weston Liggett, um homem casado que tem diversos problemas.

## Elenco
- Elizabeth Taylor .... Gloria Wandrous
- Laurence Harvey .... Weston Liggett
- Eddie Fisher .... Steve Carpenter
- Dina Merrill .... Emily Liggett
- Mildred Dunnock .... Sr.ª Wandrous
- Betty Field .... Fanny Thurber
- Jeffrey Lynn .... Bingham Smith
- Kay Medford .... Happy
- Susan Oliver .... Norma
- George Voskovec .... Dr. Tredman

## Principais prêmios e indicações
Oscar 1961 (EUA)
- Venceu na categoria de melhor atriz (Elizabeth Taylor).
- Indicado na categoria de melhor fotografia colorida.

Globo de Ouro 1961 (EUA)
- Indicado na categoria de melhor atriz de cinema - drama